# Georges Guillez
Georges Guillez   (Saint-Denis, 3 de setembre de 1909 - Meaux, 15 d'abril de 1993) va ser un atleta francès, especialista en curses de velocitat, que va competir durant la dècada de 1930.
El 1936 va prendre part en els Jocs Olímpics de Berlín, on quedà eliminat en sèries en la cursa dels 4x400 metres del programa d'atletisme.
En el seu palmarès destaca una medalla de plata als Campionat d'Europa d'atletisme de 1934.

## Millors marques
- 400 metres llisos. 48.8" (1935)[2]